# Heden Sogn
Heden Sogn ist eine Kirchspielsgemeinde (dän.: Sogn)
auf der Insel Fyn (dt.: Fünen) im südlichen Dänemark.
Bis 1970 gehörte sie zur Harde Sallinge Herred im damaligen Svendborg Amt, danach zur Ringe Kommune im
Fyns Amt, die im Zuge der  Kommunalreform zum 1. Januar 2007 in der
Faaborg-Midtfyn Kommune in der Region Syddanmark aufgegangen ist.
Im Kirchspiel leben 314 Einwohner, davon 209 im Kirchdorf (Stand: 1. Januar 2023).

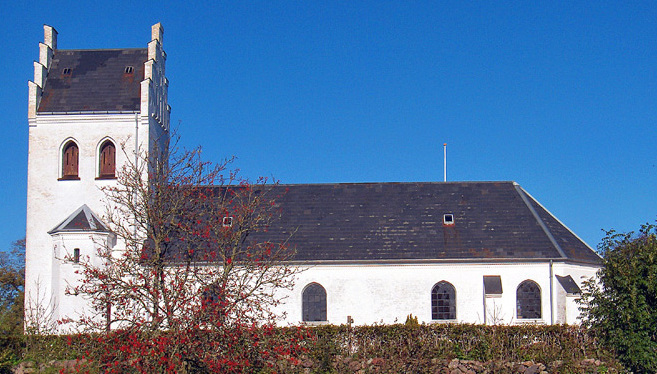
Heden kirke

Im Kirchspiel liegt die Kirche „Heden Kirke“.
Nachbargemeinden sind im Norden Nørre Søby Sogn, im Osten Gestelev Sogn und Vantinge Sogn, im Süden Hillerslev Sogn und im Westen Sønder Broby Sogn und Allested Sogn.